# Adonis dentata
Adonis dentata là một loài thực vật có hoa trong họ Mao lương. Loài này được Delile mô tả khoa học đầu tiên năm 1813.

## Hình ảnh

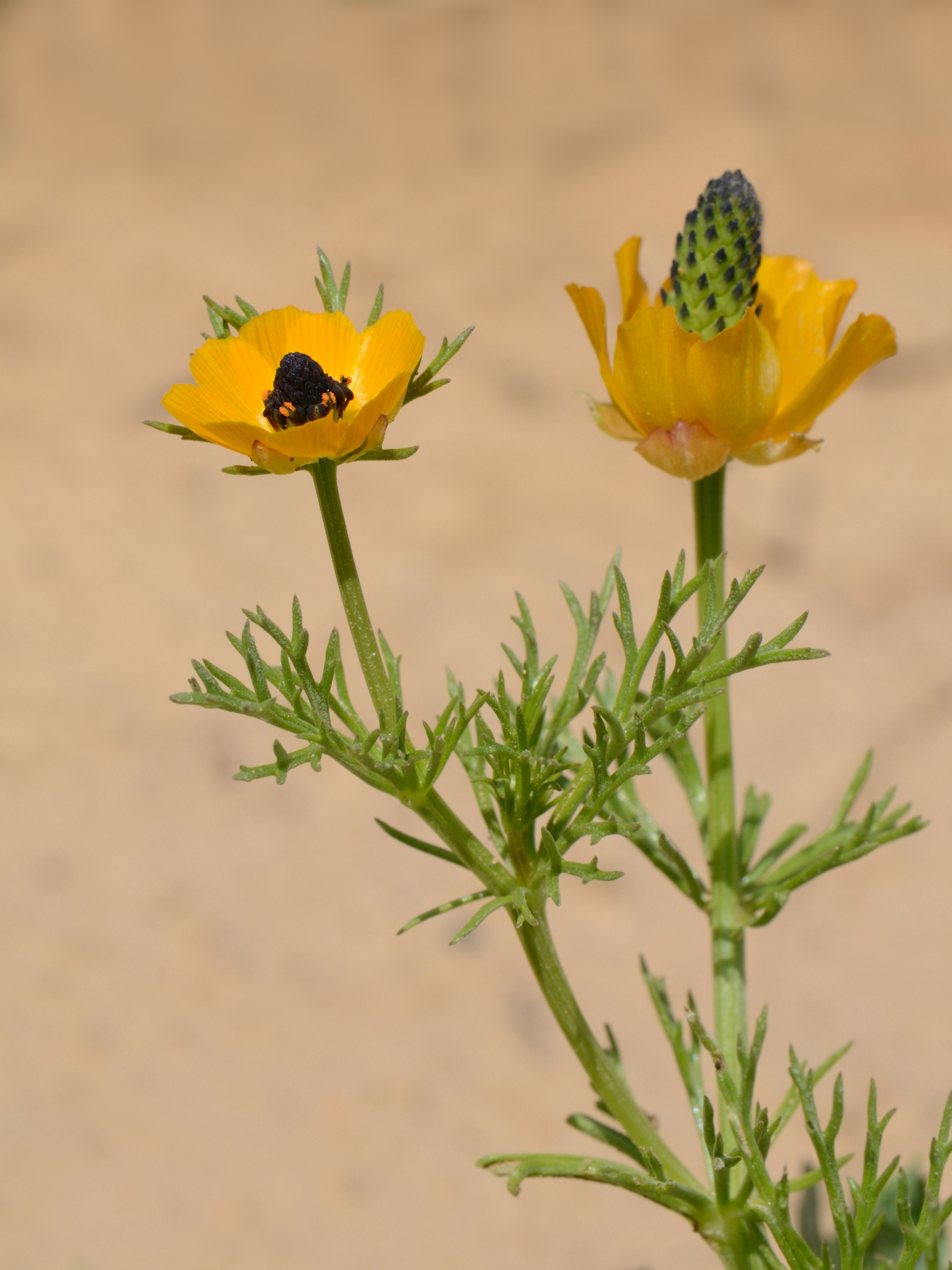